# Solenopsis metanotalis
Solenopsis metanotalis är en myrart som beskrevs av Carlo Emery 1896. Solenopsis metanotalis ingår i släktet eldmyror, och familjen myror.

## Underarter
Arten delas in i följande underarter:
- S. m. arga
- S. m. emiliae
- S. m. metanotalis
- S. m. pelotana
- S. m. picturata
- S. m. shiptoni
- S. m. steigeri